# 斯諾希爾鎮區 (密蘇里州林肯縣)
斯諾希爾鎮區（英語：Snow Hill Township）是位於美國密蘇里州林肯縣的一個行政鎮區。

## 地方資料
斯諾希爾鎮區的面積為93.94平方千米，當中陸地面積為93.27平方千米，而水域面積為0.66平方千米。根據2020年美國人口普查的數據，當地共有人口3423人，而人口密度為每平方千米36.44人。